# Strage della Portela
La strage della Portela fu il primo attacco aereo sulla città di Trento durante la seconda guerra mondiale, compiuto delle forze Alleate il 2 settembre 1943, causando circa 200 morti. Nella stessa data anche la città di Bolzano subì il suo primo bombardamento aereo.

## Storia

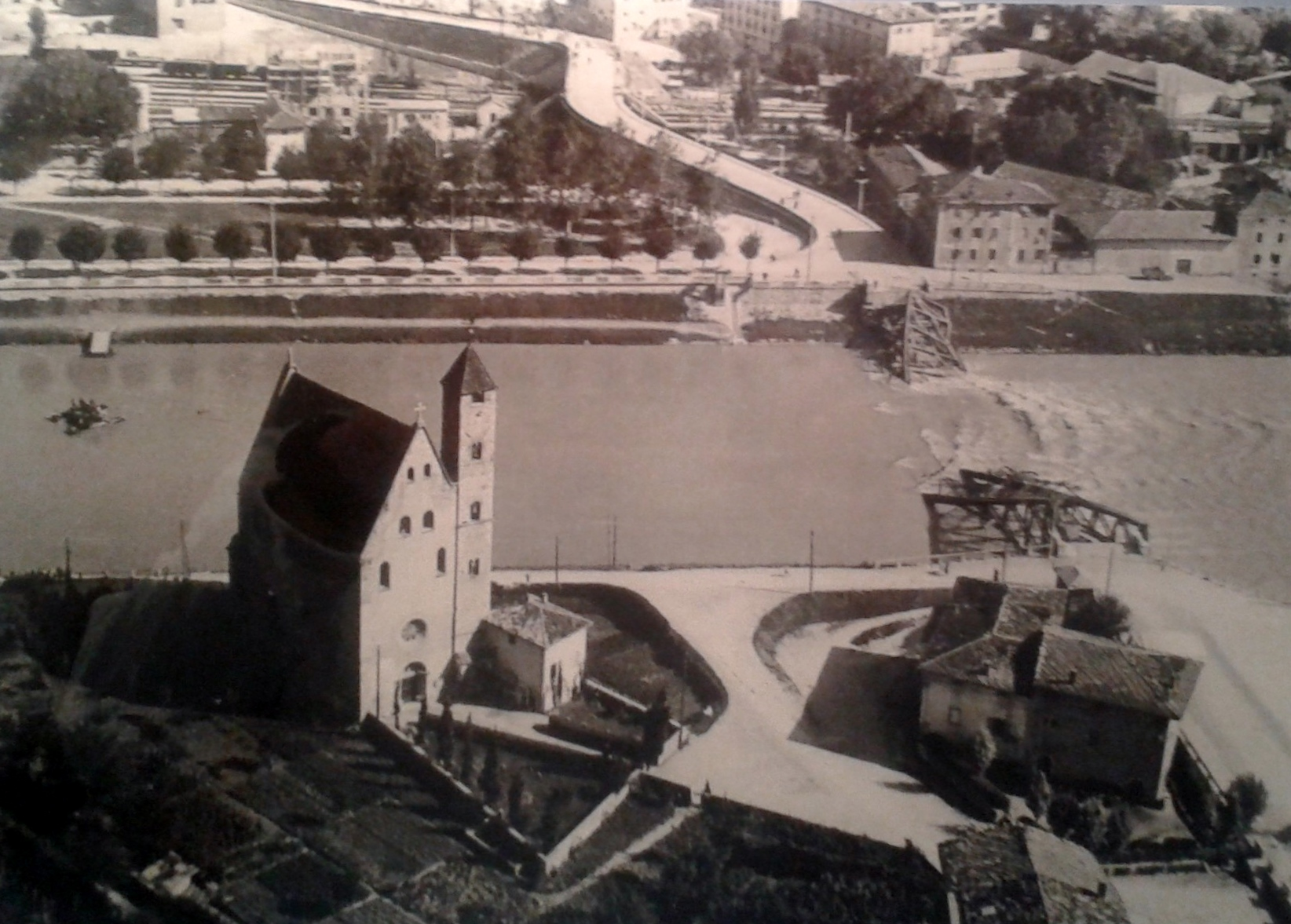
Il ponte San Lorenzo distrutto durante i bombardamenti nel 1943

Alle 11:40 cadde la prima bomba e ne seguirono diverse altre fino alle 14:30. Tale bombardamento provocò uno sconvolgimento nella popolazione dato che 91 "fortezze volanti" (Boeing B-17 Flying Fortress) appartenenti alla Mediterranean Allied Air Forces sganciarono circa 218 tonnellate di bombe.
Tale bombardamento causò enormi danni materiali: edifici tra il quartiere di Piedicastello e via Belenzani furono gravemente danneggiati, ma il peggio toccò ai cittadini: circa 200 persone morirono sotto le bombe. Fra le vittime anche lo scultore Ermete Bonapace (che ebbe un infarto) e il pittore Gino Pancheri (che rimase ferito e morì alcuni mesi dopo).
Durante l'intero secondo conflitto mondiale, Trento fu bombardata per un totale di 80 incursioni tra il 2 settembre 1943 e il 3 maggio 1945, che causarono circa 400 vittime e 1792 danneggiamenti di edifici.